# Selenops feron
Selenops feron är en spindelart som beskrevs av José Antonio Corronca 2002. Selenops feron ingår i släktet Selenops och familjen Selenopidae. Inga underarter finns listade i Catalogue of Life.